# Casados à Primeira Vista (4.ª temporada)
A quarta temporada de Casados à Primeira Vista estreou a 5 de maio e terminou a 4 de agosto de 2024 na SIC, com a apresentação de Diana Chaves. É uma adaptação do programa Married At First Sight.

## Emissão
| Programa | Emissão            | Apresentação |
| -------- | ------------------ | ------------ |
| Episódio | Domingos - 21h30   | Diana Chaves |
| Diário   | Dias úteis - 19h15 | Diana Chaves |
| Extra    | Dias úteis - 23h30 | Diana Chaves |

## Casais

### Inês e Paulo
- Inês Bicho - 38 anos, Mafra
Profissão: Técnica de Organização e Administração

A Inês é uma mulher madura, serena, e com uma vida bastante estruturada. Vive com os dois filhos, e com a mãe, com quem mantem uma relação de grande cumplicidade. É uma mãe muito presente, responsável e lutadora que, depois do divórcio, passou a dedicar a vida sobretudo à carreira e à família, deixando um pouco para trás a sua individualidade. Vem à procura de alguém com que dividir o dia-a-dia, e claro… de uma grande história de amor.
- Paulo Chadeca - 38 anos, Oeiras
Profissão: It Manager

O Paulo é um homem independente,  com uma vida estável e organizada… seja do ponto de vista profissional ou financeiro. No que diz respeito ao amor, a sua história é marcada por um casamento que não correu bem e que, naturalmente, deixou marcas. Divorciado, mas crente no amor, o Paulo vem à procura de uma nova oportunidade de ser feliz. Quer uma relação estável, madura, e pautada pela confiança.

### Elson e Mariana
- Elson Monteiro - 24 anos, Barreiro
Profissão: Personal Trainer

O Elson é um jovem cheio de alegria, bem-disposto e atlético! Vive com os pais, e com os dois irmãos, mantendo uma relação familiar muito forte e saudável. Tem origem cabo verdiana e um imenso orgulho na sua raiz. É PT e professor de danças africanas, já trabalhou como modelo, e sonha criar o seu próprio negócio. Educado, respeitador e muito certo daquilo que deseja, o Elson vem à procura de uma história de amor que lhe permita construir uma família feliz… à semelhança da sua.
- Mariana Camarate - 24 anos, Rio de Janeiro
Profissão: Criadora de Conteúdos

A Mariana é natural do Rio de Janeiro e conheceu Portugal há quatro anos quando, no âmbito académico, fez um intercâmbio na área de Gestão Ambiental. Após concluir os estudos, decidiu partir à aventura e regressar a Lisboa, agora de forma mais definitiva. É uma jovem mulher muito aventureira, desportista (praticou voleibol e futsal),  dinâmica, responsável, que sabe bem aquilo que quer, e que vem à procura de uma relação séria, difícil de encontrar nos dias que correm.

### Alexandra e Flávio
- Alexandra Pedro - 43 anos, Viseu
Profissão: Consultora Imobiliária

A Alexandra é uma mulher na casa dos quarenta anos que ainda sonha encontrar o amor da sua vida! É decidida, tem muita energia, é tagarela e tem muito sentido de humor. Nasceu na Alemanha mas  vive em Portugal desde os 3 anos. Atualmente, mora com a mãe e com o filho, de 13 anos, fruto de uma relação que, apesar de longa e muito marcante, não funcionou.  Quer muito ser “arrebatada” pela paixão e voltar a acreditar num final feliz.
- Flávio - 44 anos, Oliveira de Azeméis
Profissão: Empreendedor

O Flávio é um homem com imenso sentido de humor que procura alguém com quem iniciar uma nova etapa da vida! Nunca casou, não tem filhos, e vive com a mãe, com quem tem uma relação muito forte. É formado em Comunicação Social, mas sonha um dia poder ingressar no universo desportivo. Por isso mesmo, está a formar-se em Massagem Desportiva, acreditando “nunca ser tarde para perseguir um sonho”. Quer encontrar o amor, sair de casa, e começar uma vida mais independente, acreditando piamente que vai, não só encontrar o amor, como apaixonar-se à primeira vista.

### Elisabete e Francisco
- Elisabete Pimentel - 48 anos, Porto de Mós
Profissão: Administrativa

A Elisabete nasceu na Suíça, mas vive em Portugal desde os dois anos. É divorciada e mãe de três filhos, os grandes amores da sua vida. É uma mulher intensa, entusiasta, que preza muito a sua liberdade, e que procura ver sempre o lado bom da vida, mesmo perante as adversidades. Considera que não tem tido sorte ao amor mas continua à procura da sua “cara-metade”, alguém que partilhe da sua paixão pelo desporto, pela natureza e pela vida…
- Francisco Salgado - 56 anos, Setúbal
Profissão: Gestor

O Francisco é um homem maduro, culto, que procura sobretudo aproveitar os bons prazeres da vida. Nasceu em Luanda, onde viveu até aos 9 anos. Viajado, conhecedor do mundo, é um homem ativo, que sempre esteve ligado ao desporto e com uma enorme paixão pela natureza! Gere património familiar, passa a maior parte do tempo entre Setúbal, a sua quinta na região de Palmela, e o Alentejo… uma das suas grandes paixões. Não tem filhos, viveu uma relação longa que não resultou, e vem agora à procura de uma nova oportunidade de ser feliz.

### Sónia e Daniel
- Sónia Martins - 36 anos, Aveiro
Profissão: Técnica Financeira

A Sónia é uma mulher sonhadora, extrovertida e bem-humorada… que vem à procura do seu grande amor! É filha única, extremamente ligada à família, e pouco experiente no que diz respeito a “relações amorosas”.  Apesar de ser bastante sociável, tem muita dificuldade em apaixonar-se, especialmente pelo medo de se magoar. Decidiu “baixar a guarda” e mergulhar de cabeça nesta aventura. É dinâmica, gosta de viajar, e quer realizar o seu “sonho de princesa”.
- Daniel Filipe - 32 anos, Atouguia da Baleia
Profissão: Gestor Hoteleiro

O Daniel é um “homem do mundo”. Já viveu nos Estados Unidos, na Austrália… e conhece os quatro cantos do globo! Atualmente, vive na sua terra natal, o Baleal, onde gere o seu próprio espaço de alojamento local. É extrovertido, sociável, e tem vivido a vida sem grandes amarras…até hoje. Ligado à família, e motivado pela ideia de construir a sua, o Daniel vem à procura de uma relação séria, com que possa construir um projeto a dois, e também realizar um dos seus grande sonhos: ser pai.

### Maria João e Ricardo
- Maria João Hipólito - 67 anos, Alcobaça     
Profissão: Aposentado

A Maria João é uma mulher cheia de vida. Foi professora do ensino especial, profissão que exerceu por vocação. Hoje, aposentada, sente ter chegado o momento de aproveitar a vida, viajar, descansar… e encontrar o amor. É divorciada, tem uma filha, e uma vida recheada de histórias para contar. Já viveu alguns romances, mas nenhuma resultou, e hoje procura alguém com que partilhar a vida! Adora ler, viajar, ir ao teatro, dançar, e faz parte de um clube de leitura. É uma mulher livre e descomplicada.
- Ricardo Dores - 68 anos, Setúbal
Profissão: Aposentado

O Ricardo é um homem muito decidido e certo das suas convicções. Trabalhou muito ao longo da vida, em diversas áreas, e hoje sente que chegou a hora de descansar e usufruir daquilo que a vida tem ainda para lhe oferecer. É divorciado, tem três filhos, e procura alguém com quem viver esta fase da vida. Adora caravanismo, andar de mota, jogar playstation e, apesar de ser um homem clássico, tem ainda um jovem dentro de si, atual e dinâmico.

### David e Ivo
- David Loureiro - 42 anos, Queluz
Profissão: Designer Gráfico

O David é um homem bem resolvido, com estabilidade emocional e financeira, que procura encontrar um grande amor! Mais do que uma história bonita, o David procura um companheiro de vida com quem possa concretizar o seu grande sonho: ser pai. É muito ligado à família, romântico, atencioso, educado… e acredita que esta experiência pode mudar-lhe a vida para sempre.
- Ivo Coutinho - 31 anos, Amadora
Profissão: Gerente de Loja

O Ivo é um homem muito organizado, arrumado e metódico. Gosta de viver a vida com intensidade e, por isso, entrega-se ao amor sem reservas, motivo pelo qual soma já algumas desilusões amorosas. É divorciado, mas essa não é razão para perder a fé no amor! Acredita no casamento e vê neste programa uma oportunidade para construir uma relação estável, madura… e concretizar o seu grande sonho: ser pai.

## Especialistas
- Cris Carvalho[8]
  - Coach, especialista em comunicação. Faz acompanhamento semanal

- Eduardo Torgal[8]
  - Especialista em eneagrama

- Sara Malcato[8]
  - Psicóloga e especialista em aconselhamento sexual

## Renovação de votos
| Quem renovou?      | Inês e Paulo          | Alexandra e Flávio | David e Ivo          | Elson e Mariana |
| Quem se divorciou? | Elisabete e Francisco | Sónia e Daniel     | Maria João e Ricardo | —               |

## Episódios
| #  | ## | Título        | Exibição original   | Audiências (em milhões)                                                         |
| -- | -- | ------------- | ------------------- | ------------------------------------------------------------------------------- |
| 37 | 1  | "Episódio 1"  | 5 de maio de 2024   | 0,53                                                                            |
| 38 | 2  | "Episódio 2"  | 12 de maio de 2024  | 0,55 (1º bloco) 0,62 (2º bloco) 0,53 (3º bloco) 0,50 (4º bloco) 0,36 (5º bloco) |
| 39 | 3  | "Episódio 3"  | 19 de maio de 2024  | 0,69 (1º bloco) 0,80 (2º bloco) 0,56 (3º bloco) 0,42 (4º bloco)                 |
| 40 | 4  | "Episódio 4"  | 26 de maio de 2024  | ASD                                                                             |
| 41 | 5  | "Episódio 5"  | 2 de junho de 2024  | 0,73 (1º bloco) 0,74 (2º bloco) 0,55 (3º bloco) 0,54 (4º bloco)                 |
| 42 | 6  | "Episódio 6"  | 9 de junho de 2024  | 0,60 (1º bloco) 0,48 (2º bloco) 0,47 (3º bloco) 0,43 (4º bloco) 0,34 (5º bloco) |
| 43 | 7  | "Episódio 7"  | 16 de junho de 2024 | 0,73 (1º bloco) 0,78 (2º bloco) 0,77 (3º bloco) 0,64 (4º bloco) 0,49 (5º bloco) |
| 44 | 8  | "Episódio 8"  | 23 de junho de 2024 | 0,64 (1º bloco) 0,65 (2º bloco) 0,64 (3º bloco) 0,53 (4º bloco) 0,53 (5º bloco) |
| 45 | 9  | "Episódio 9"  | 30 de junho de 2024 | 0,98 (1º bloco) 0,87 (2º bloco) 0,68 (3º bloco) 0,52 (4º bloco)                 |
| 46 | 10 | "Episódio 10" | 7 de julho de 2024  | 0,86 (1º bloco) 0,83 (2º bloco) 0,79 (3º bloco) 0,68 (4º bloco) 0,34 (5º bloco) |
| 47 | 11 | "Episódio 11" | 14 de julho de 2024 | 0,51 (1º bloco) 0,58 (2º bloco) 0,71 (3º bloco) 0,54 (4º bloco) 0,42 (5º bloco) |
| 48 | 12 | "Episódio 12" | 21 de julho de 2024 | 0,73 (1º bloco) 0,78 (2º bloco) 0,78 (3º bloco) 0,66 (4º bloco) 0,48 (5º bloco) |
| 49 | 13 | "Episódio 13" | 4 de agosto de 2024 | 0,50 (1º bloco) 0,42 (2º bloco) 0,30 (3º bloco)                                 |

## Diários
| 143 | 1  | "Diário 1"  | 6 de maio de 2024   |
| 144 | 2  | "Diário 2"  | 7 de maio de 2024   |
| 145 | 3  | "Diário 3"  | 8 de maio de 2024   |
| 146 | 4  | "Diário 4"  | 10 de maio de 2024  |
| 147 | 5  | "Diário 5"  | 13 de maio de 2024  |
| 148 | 6  | "Diário 6"  | 14 de maio de 2024  |
| 149 | 7  | "Diário 7"  | 15 de maio de 2024  |
| 150 | 8  | "Diário 8"  | 16 de maio de 2024  |
| 151 | 9  | "Diário 9"  | 17 de maio de 2024  |
| ... |    |             |                     |
| 193 | 51 | "Diário 51" | 2 de agosto de 2024 |